# Патрік Ворбертон
Патрік Ворбертон (англ. Patrick Warburton; нар. 14 листопада 1964) — американський актор та актор озвучування.

## Життєпис
Ворбертон — син хірурга-ортопеда Джона Чарльза Ворбертон-молодшого та Барбари Жанни Грац (актриса, що мала сценічне ім'я Барбару Лорд). Він і його три сестри, Мері, Лара та Меган, були виховані в «дуже релігійній» і «консервативній» католицькій родині в Гантінгтон-Біч, Каліфорнія.